# アガシェ地帯紛争
アガシェ地帯紛争（アガシェちたいふんそう、フランス語: Guerre de la Bande d’Agacher）は、1985年12月25日から12月30日に起きたマリとブルキナファソの北部の国境の係争地の帰属をめぐる国境紛争。クリスマスに始まったことからクリスマス戦争（クリスマスせんそう、フランス語: Guerre de Noël）とも呼ばれる。

## 背景
1974年11月14日にオートボルタとマリの北部国境係争地のアガシェ地帯にマリ軍が侵入し軍事衝突が発生しオートボルタ軍の兵士が死亡した。同年12月26日にロメでアフリカ統一機構の調停により国境画定問題は一時凍結された。
1983年8月4日オートボルタ空軍大尉のトーマス・サンカラがクーデターを起こし大統領に就任。国名をブルキナファソに改名した。1974年のマリとの軍事衝突に従軍した経験をもつサンカラはマリと領土問題の解決を公言したため、マリとブルキナファソの関係は悪化。ブルキナファソ駐在のマリ大使は国外退去処分になり、両国のメディアは相手国を非難する報道で満ち溢れた。1985年12月10日にブルキナファソで国勢調査が実施されアガシェ地帯のディオヌガ、クニア、セバ、ドウナの4村でも実施されることになり。地元住民の安全確保という名目で軍を同行させた。これに対し12月20日マリはブルキナファソ政府に軍を撤退させるように要求した。ブルキナファソ政府は軍撤退させたが12月24日にマリ軍将軍ババ・ディアラがアガシェ地帯の4村をブルキナファソ軍が占領していると発表。ブルキナファソ政府は情報を否定しマリ政府に調査団の派遣を提案し12月26日に派遣することで両国は合意した。

## 概要
マリは調査団の派遣に合意したが12月25日早朝にマリ空軍がブルキナファソのヤテンガ県ワヒグヤやスム県ジボおよびナスンボに空爆し、陸軍はディオヌガを占領した。その直後にブルキナファソ空軍はシカソを空爆し報復し、武力衝突が勃発した。紛争が勃発して以来、国連事務総長のハビエル・ペレス・デ・クエヤルなど多くの人物が停戦を呼びかけ、12月27日、セネガルのアブドゥ・ディウフ大統領がアフリカ統一機構議長の権限で休戦を試みたが失敗し12月29日にナイジェリアとリビアが調停に乗り出し翌30日にアビジャンで両国は休戦協定に署名した。

## その後
国境紛争の火種である4村の帰属については1986年12月22日に国際司法裁判所により判決が出された。1935年の古文書によると地図上ではブルキナファソに書かれているがマリのモプティ圏に属すると明確に書かれており、4村はマリ領となり、アガシェ地帯は東西に分割し東半分をブルキナファソ領に西半分をマリ領にするという判決が下され、両国はこれに従った。同年2月に捕虜交換が行われ、6月には1974年の紛争以来の国交が回復された。